# 1313 en santé et médecine
| Années de la santé et de la médecine : 1310 - 1311 - 1312 - 1313 - 1314 - 1315 - 1316    |
| Décennies de la santé et de la médecine : 1280 - 1290 - 1300 - 1310 - 1320 - 1330 - 1340 |

Cet article présente les faits marquants de l'année 1313 en santé et médecine.

## Événements
- 22 mai : fondation à Nîmes, par Raymond Ruffi, d'un hôtel-Dieu (« domus Dei ») de douze lits[1] qui est à l'une des origines de l'actuel CHU.
- 1er juillet : inauguration par Guillem de Vilamarí (ca), évêque de Gérone, de l'hôpital fondé à Vilabertran près Figueras en Catalogne par Bernat Jaume (ca) et sa femme, Garsenda[2].
- Novembre : un règlement porte « défense aux femmes d'exercer la chirurgie à Paris sans avoir été examinées par un jury compétent[3] ».
- Création à Toulouse en Languedoc, par réunion des hôpitaux Novel et Sainte-Marie de la Daurade, respectivement fondés en 1225 et 1230, de l'hôpital Saint-Jacques du bout du pont, qui prendra, en 1554, le nom d'hôtel-Dieu Saint-Jacques[4].
- Fondation d'un hôpital hors les murs de Saint-Avold en Lorraine par l'abbé de Saint Nabor ; cet établissement sera détruit en 1380[5].

## Publication
- 1313-1314 : Rashid al-Din (1247-1318), grand vizir et médecin du prince mongol Oldjaïtou, petit-fils de Gengis Khan, rédige l'introduction et dirige la publication en persan du  Tenksuq nameh (« Trésor de l'Ilkhan sur les sciences de Cathay »), premier des ouvrages à travers lesquels la médecine chinoise se fera connaître en Occident[6]'[7].

## Naissance
- 16 novembre : Ibn al-Khatib (mort en 1374), historien, homme de lettres et médecin arabe andalou, auteur, parmi d'autres nombreux ouvrages de médecine, de l'Amal Man Tabba Li-Man Habba, traité de pathologie dédié à l'émir du Maroc Abu Salim Ibrahim[8].

## Décès
- 26 septembre : Goetz de Haguenau (en) (né avant 1275, probablement à Haguenau, ville du Saint-Empire), médecin, théologien et poète[9].